# Rio Osse
O rio Osse é um rio dos departamentos de Hautes-Pyrénées, Gers e Lot-et-Garonne, no sudoeste da França. É afluente do rio Gélise e portanto sub-afluente do rio Garona através do rio Baïse. Nasce nos Altos Pirenéus, 2 km a sudeste de  Bernadets-Debat, no planalto de Lannemezan. Junta-se ao rio Gélise 5 km a sudoeste de  Nérac.
Ao longo dos seus 120 km de percurso, banha os seguintes departamentos e comunas:
- Hautes-Pyrénées: Bernadets-Debat
- Gers: Montesquiou, Saint-Arailles, Vic-Fezensac, Mouchan
- Lot-et-Garonne: Fréchou, Moncrabeau, Lannes